# ادوارد گینزتون
 ادوارد گینزتون (انگلیسی: Edward Ginzton؛ زاده ۲۷ دسامبر ۱۹۱۵ درگذشته ۱۳ اوت ۱۹۹۸) یک فیزیک‌دان اهل ایالات متحده آمریکا بود.
وی همچنین برنده جوایزی همچون مدال افتخار آی‌تریپل‌ئی شده است.